# Liste der Mitglieder des Landtags des Herzogtums Sachsen-Altenburg (1860–1862)
Diese Liste gibt einen Überblick über alle Mitglieder des Landtages des Herzogtums Sachsen-Altenburg von 1860 bis 1862.

## Allgemeines
Die Abgeordneten wurden gemäß dem Wahlgesetz vom 1. Mai 1857 bestimmt. Der Landtag bestand danach aus 8 direkt gewählten Abgeordneten des Ritterstandes, 8 indirekt gewählten Vertretern der Städte, 8 indirekt gewählten Vertreten der Landbevölkerung und einem Vertreter des Handels- und fabrikstandes. Die Abgeordneten wurden für sechs Jahre gewählt. Jeweils die Hälfte schied nach drei Jahren aus und wurde in Neuwahlen ersetzt. Für jeden Abgeordneten wurde auch ein Vertreter gewählt.

## Liste
| Abgeordneter                                                     | Beschreibung                                           | Kurie                    | Gewählt | Wahlbezirk                                             | Stellvertreter                           | Beschreibung                                     |
| ---------------------------------------------------------------- | ------------------------------------------------------ | ------------------------ | ------- | ------------------------------------------------------ | ---------------------------------------- | ------------------------------------------------ |
| Hans Conon von der Gabelentz                                     | Minister a. D., wirklicher Geheimer Rat auf Bolschwitz | Rittergutsbesitzer       | 1857    | Altenburger Kreis                                      | Eduard Ludwig Christoph von Brandenstein | Forstmeister auf Hain                            |
| Louis von Stieglitz                                              | Kammerherr und Advokat auf Mannichswalde               | Rittergutsbesitzer       | 1857    | Altenburger Kreis                                      | Adolph von Bachoff von Echt              | Kammerherr und Oberleutnant a. D. auf Dobitschen |
| Hans von Hardenberg                                              | Kammerherr auf Schlöben, Rabis und Möckern             | Rittergutsbesitzer       | 1857    | Saal-Eisenberger Kreis                                 | Ernst Friedrich von Beust                | Rittergutsbesitzer auf Serba                     |
| Alexander Wolfgang von Schwarzenfels genannt von Rothkirch-Trach | Kammerherr und Hauptmann a. D. auf Altenberga          | Rittergutsbesitzer       | 1857    | Saal-Eisenberger Kreis                                 | Christian Otto Winkler                   | Rittergutsbesitzer auf Hainchen                  |
| Julius Stöhr                                                     | Rittergutsbesitzer und Advokat auf Gauern              | Rittergutsbesitzer       | 1860    | Altenburger Kreis                                      | Gustav Friedrich                         | Rittergutsbesitze auf Weißbach                   |
| Hans Julius von Thümmler                                         | Finanzrat auf Untschen                                 | Rittergutsbesitzer       | 1860    | Altenburger Kreis                                      | Georg Ernst von Thümmler                 | Landkammerrat auf Serba                          |
| Friedrich Leopold Wolf Ludwig Wendelin von Gerstenbergk          | Kammerherr auf Rautenberg                              | Rittergutsbesitzer       | 1860    | Saal-Eisenberger Kreis                                 | Herrmann Robert Nordmann                 | Rittergutsbesitzer auf Treben und Haselbach      |
| Hermann Theodor von Beust                                        | Kammerherr auf Langenorla                              | Rittergutsbesitzer       | 1860    | Saal-Eisenberger Kreis                                 | Gottwerth Ferdinand August Löber         | Rittergutsbesitzer auf Eichenberg                |
| Friedrich Wilhelm Berger                                         | Postamentiermeister in Meuselwitz                      | Städte                   | 1857    | Lucka, Meuselwitz und Gößnitz                          | Herrmann Emanuel Henny                   | Ratskämmerer in Lucka, schied 1860 aus           |
| Carl Friedrich Hase                                              | Bürgermeister und Hofadvokat in Eisenberg              | Städte                   | 1857    | Eisenberg                                              | Ferdinand Edinger                        | Ökonom in Eisenberg                              |
| Alexander Schuster                                               | Advokat in Roda                                        | Städte                   | 1857    | Roda                                                   | Ernst Wilhelm Reinhold                   | Schleifmühlenbesitzer in Roda                    |
| Carl Burger                                                      | Advokat in Kahla                                       | Städte                   | 1857    | Kahla, Orlamünde und Raichhausen                       | Hermann Julius Beyerlein                 | Bürgermeister in Orlamünde                       |
| Heinrich Ferdinand Hempel                                        | Oberbürgermeister in Altenburg                         | Städte                   | 1860    | Altenburg                                              | Friedrich Franz von Broke                | Appellationsgerichtsrat in Altenburg             |
| Arno Königsdörfer                                                | Justizrat und Hofadvokat in Altenburg                  | Städte                   | 1860    | Altenburg                                              | Christian Theodor Wolf                   | Dr. phil in Altenburg                            |
| Otto Heinrich Hase                                               | Bürgermeister und Advokat in Schmölln                  | Städte                   | 1860    | Schmölln                                               | Ernst Kirchner                           | Lohgerbemeister in Schmölln                      |
| Karl Theodor Sonnenalb                                           | Advokat in Ronneburg                                   | Städte                   | 1860    | Ronneburg                                              | Gottlieb Maul                            | Fabrikant in Ronneburg                           |
| Valentin Apel                                                    | Gutsbesitzer in Knau                                   | Bauernstand              | 1857    | Gerichtsämter I und II im Altenburg, Gerichtsamt Lucka | Hermann Köhler                           | Gutsbesitzer in Gerstenberg                      |
| Johann Kühn                                                      | Schankwirt und Gutsbesitzer in Garbisdorf              | Bauernstand              | 1857    | Gerichtsämter I und II im Altenburg, Gerichtsamt Lucka | Abraham Müller                           | Gutsbesitzer in Frohnsdorf                       |
| Michael Porzig                                                   | Gutsbesitzer in Brandrübel                             | Bauernstand              | 1857    | Gerichtsamt Schmölln                                   | Johann Rauschenbach                      | Gutsbesitzer in Bohra                            |
| Johann Nicol Polz                                                | Ziegeleibesitzer in Oberbodnitz                        | Bauernstand              | 1857    | Gerichtsamt Kahla                                      | Johann Georg Müller                      | Floßherr in Mötzelbach                           |
| Johann Porzig                                                    | Gutsbesitzer in Obermolbitz                            | Bauernstand              | 1860    | Gerichtsämter I und II im Altenburg, Gerichtsamt Lucka | Hermann Köhler                           | Gutsbesitzer in Petsa                            |
| Georg Werth                                                      | Gutsbesitzer und Amtsrichter in Großenstein            | Bauernstand              | 1860    | Gerichtsamt Ronneburg                                  | Zacharias Kresse                         | Gutsbesitzer und Amtsrichter in Bethenhausen     |
| Christian Friedrich Kluge                                        | Gutsbesitzer und Gemeindevorsteher in Etzdorf          | Bauernstand              | 1860    | Gerichtsamt Eisenberg                                  | Johann Michael Poser                     | Gutsbesitzer und Amtsschulze in Reichenbach      |
| Johann Christian Friedrich Prager                                | Ritterguts- und Gasthofsbesitzer in Ottendorf          | Bauernstand              | 1860    | Gerichtsamt Roda                                       | Johann Wilhelm Opitz                     | Amtsschultheiß in Hainbücht                      |
| Theodor Schmidt                                                  | Kaufmann und Fabrikant in Altenburg                    | Handels- und Fabrikstand | 1860    | ./.                                                    | Heinrich Heidenreich                     | Kaufmann in Ronneburg                            |